# Балка Поповиця (заказник)
Ба́лка Попо́виця — ботанічний заказник місцевого значення в Україні. Розташований у межах Миргородського району Полтавської області, між селами Жабки та Бербениці. 
Площа 50,4 га. Статус присвоєно згідно з рішенням облради від 23.03.2005 року. Перебуває у віданні: Жабківська сільська рада. 
Статус присвоєно для збереження балкової мережі з багатою степовою рослинністю та орнітофауною. 